# 359-та піхотна дивізія (Третій Рейх)
359-та піхотна дивізія (Третій Рейх) (нім. 359. Infanterie-Division) — піхотна дивізія Вермахту, що входила до складу німецьких сухопутних військ у роки Другої світової війни.

## Історія з'єднання
359-та піхотна дивізія була сформована 11 листопада 1943 року на навчальному центрі «Центр» (нім. Truppenübungsplatz Mitte) поблизу Радома в Генеральній губернії під час 21-ї хвилі мобілізації вермахту за рахунок розформованої 293-ї піхотної дивізії, з частин резервної армії (159-та резервна дивізія) і доукомплектування новобранцями 1926 р.н.
9 березня 1944 року дивізія, діючи у складі XXXXVIII танкового корпусу, вперше вступила в бій у районі Озерної поблизу Тернополя. Ці частини були знищені в обложеному Тернополі і відновлені з травня 1944 року. З 10 до 23 березня 1944 року підрозділи дивізії були знову розгромлені на початковій фазі широкомасштабного наступу радянських військ. Лише незначній частині дивізійних частин вдалося вийти з ворожого оточення і 24 березня зайняти оборону по фронту за р. Стрипою і Восушкою (приблизно 20 км на захід від Тернополя) і вести тут оборонні бої до завершення атак Червоної армії до кінця квітня.
З кінця квітня до початку великого наступу радянських військ проти групи армій «Північна Україна» 14 липня 1944 року на цій ділянці фронту точилися позиційні оборонні бої. У ході Львівсько-Сандомирської операції німецьке з'єднання воювало під Хоробровом і Хоростецем, а також під Йосипівкою та Августівкою. 20 липня 1944 р. дивізійний фронт під Цецівкою було прорвано, частини дивізії потрапили в оточення і могли втекти, лише кинувши напризволяще важке озброєння. На 22 липня дивізія нараховувала в строю лише 600 боєздатних бійців. Після цього її відвели з фронту та доправили на доукомплектування й відновлення боєздатності.
19 серпня дивізію було перекинуто зі станції Лавочне (приблизно 45 км на південь від Сколе) через Угорщину та Словаччину на територію по обидва боки траси Тарнів-Дембиця на захід від Віслоки та на схід від Дунаєва до LIX армійського корпусу. Незадовго до початку широкомасштабної атаки Червоної армії з Баранівського плацдарму 12 січня 1945 р. дивізія продовжувала битися у позиційній війні на лінії фронту Радгощ (схід) — Заровка — Стара Ястшомбка — Борова. Фактична чисельність дивізії на 1 січня 1945 року становила 10 081 чоловік.
До 26 січня 1945 року дивізія з боями відійшла на загальний рубіж Андрихув — 10 км на північ від Кенти. З 30 січня до 10 лютого дивізія, реорганізована як бойова група, вела оборонні бої по лінії Дзедзиці — Ґочалковиці — Плесс. Широкомасштабна російська атака, яка розпочалася на цьому напрямку 17 лютого, також змусила 359-ту піхотну дивізію відступити на лінію Скочув — Шварцвассер.
Наприкінці лютого/на початку березня дивізія була передислокована потягом із району Шварцвассера до Швайдніца, а потім пішим маршем до району Штрелен-Зобтен. Тут дивізію передали в підпорядкування XVII армійського корпусу 17-ї армії. З 10 по 14 березня дивізія за підтримки частин 20-ї танкової дивізії вела важкі оборонні бої. З 7 травня під ударами радянських військ дивізія перейшла через чеський кордон до Гауптмансдорфу поблизу Браунау (Богемія), де капітулювала. Склавши або знищивши всю зброю, особовий склад, що вцілів, здався в радянський полон.

## Райони бойових дій
- Генеральна губернія (листопад 1943 — березень 1944);
- СРСР (центральний напрямок), Польща (березень 1944 — січень 1945);
- Німеччина, Чехословаччина (січень — травень 1945).

## Командування

### Командири
- генерал-лейтенант Карл Арндт (11 листопада 1943 — 17 січня 1945).

### Підпорядкованість
| Час        | Корпус      | Армія | Група армій (округ)            | Штаб           |
| ---------- | ----------- | ----- | ------------------------------ | -------------- |
| 1943       |             |       |                                |                |
| листопад   | формування  |       |                                | Радом          |
| 1944       |             |       |                                |                |
| січень     | формування  |       |                                | Радом          |
| 10 березня | XXXXVIII тк | 4 ТА  | Група армій «Південь»          | Тернопіль      |
| 4 квітня   | XXXXVIII тк | 4 ТА  | Група армій «Північна Україна» | Тернопіль      |
| 1 червня   | XXXXVIII тк | 1 ТА  | Група армій «Північна Україна» | Бескиди        |
| 24 липня   | XXIV тк     | 1 ТА  | Група армій «Північна Україна» | Дембиця        |
| серпень    | XXXXVIII тк | 1 ТА  | Група армій «Північна Україна» | Дембиця        |
| жовтень    | LIX ак      | 17 А  | Група армій «A»                | Дембиця/Тарнів |
| 1945       |             |       |                                |                |
| 1 січня    | LIX ак      | 17 А  | Група армій «A»                | Дембиця/Тарнів |
| 10 січня   | XXXXVIII тк | 4 ТА  | Група армій «A»                | Верхня Сілезія |
| 14 січня   | XXXXVIII тк | 17 А  | Група армій «A»                | Верхня Сілезія |
| 15 січня   | XI ак       | 17 А  | Група армій «A»                | Верхня Сілезія |
| 23 січня   | LIX ак      | 17 А  | Група армій «A»                | Верхня Сілезія |
| 25 січня   | LIX ак      | 17 А  | Група армій «Центр»            | Верхня Сілезія |
| 29 січня   | LIX ак      | 1 ТА  | Група армій «Центр»            | Верхня Сілезія |
| 1 березня  | XVII ак     | 17 А  | Група армій «Центр»            | Зобтен         |
| квітень    | XVII ак     | 17 А  | Група армій «Центр»            | Совині гори    |

## Склад
| 1943                                   |
| -------------------------------------- |
| 947-й гренадерський полк               |
| 948-й гренадерський полк               |
| 949-й гренадерський полк               |
| 359-й артилерійський полк              |
| 359-й фузилерний дивізіон              |
| 359-й протитанковий дивізіон           |
| 359-й інженерний батальйон             |
| 359-й запасний батальйон               |
| 359-те дивізійне управління постачання |
| 359-й дивізійний батальйон зв'язку     |